# Bernhard Esau

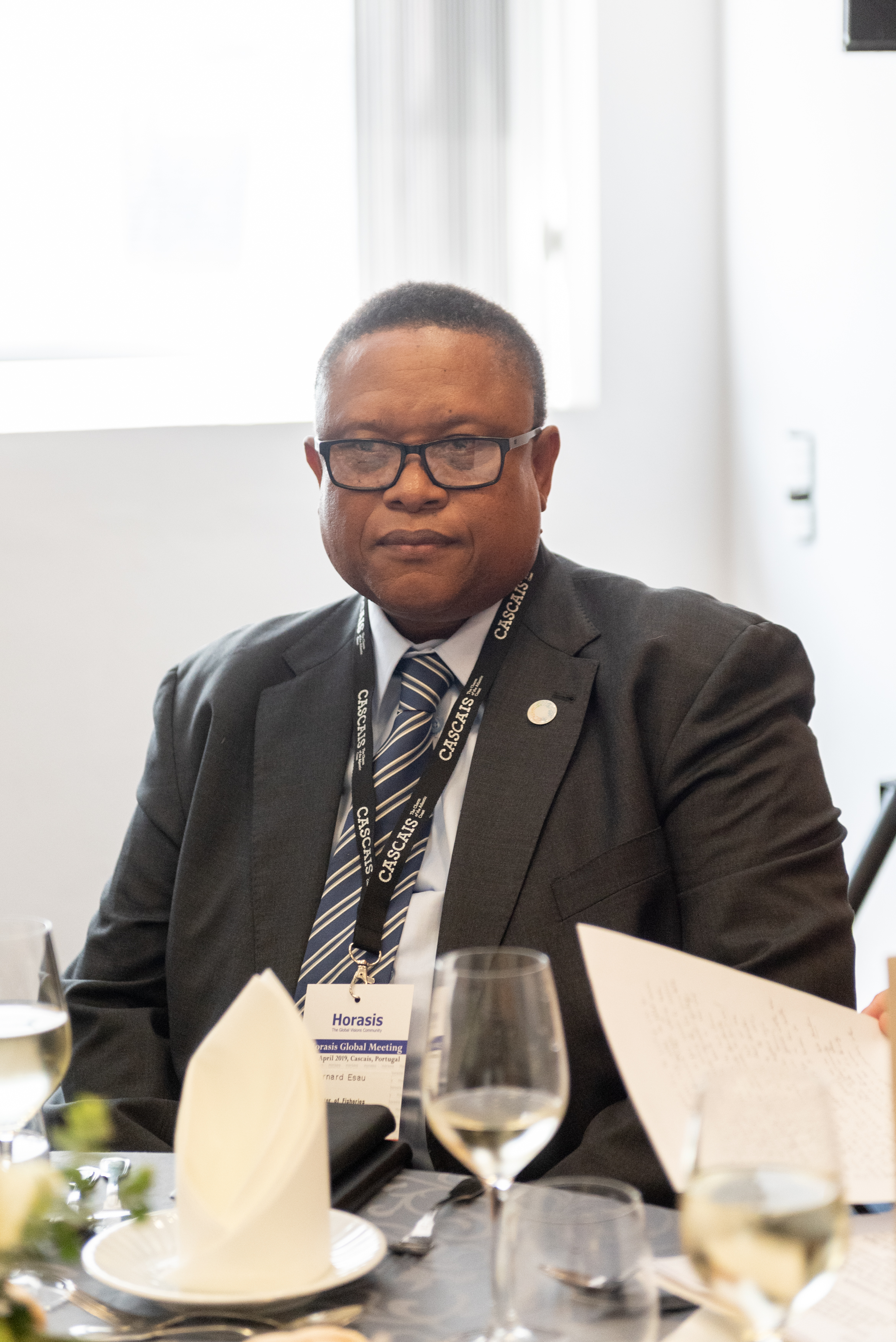
Bernhard Esau (2019)

Bernhard Esau,  nicht selten auch Bernhardt oder Bernard  (* 9. Dezember 1957 in Swakopmund, Südwestafrika), ist ein ehemaliger namibischer Politiker der SWAPO.
Esau war von 2010 bis zum 13. November 2019 Minister im Ministerium für Fischerei und Meeresressourcen.
Esau studierte Wirtschaft und Buchführung in den USA und Namibia. In den 1970er und 1980er Jahren arbeitete er in der Wirtschaft. Von 1995 bis 2019 war Esau Abgeordneter in der namibischen Nationalversammlung. Bevor er Fischereiminister wurde, war er Vizeminister für Handel und Industrie (1999–2008) und Vizeminister für Bergbau und Energie (2008–2010).

## Korruptionsaffäre
Esau trat, gemeinsam mit Justizminister Sacky Shangala, im Rahmen der Fishrot-Affäre am 13. November 2019 als Minister zurück. Am 23. November 2019 wurde er verhaftet und am folgenden Tag wieder freigelassen. Der Haftbefehl wurde aufgrund formeller Fehler von einem Gericht abgelehnt. Eine erneute Verhaftung folgte weniger Tage später. Er sitzt seit November 2019 (Stand September 2024) in Untersuchungshaft. Der Prozessauftakt war im Mai 2021.
Mitte Juni 2021 wurde Esau von den Vereinigten Staaten zur Persona non grata erklärt. Die USA sehen die Schuld Esaus trotz laufenden Verfahrens als erwiesen an.